# Maggie McNamara
Marguerite 'Maggie' McNamara (New York, 18 juni 1929 - aldaar, 18 februari 1978) was een Amerikaans actrice en fotomodel. Zij werd in 1954 genomineerd voor een Oscar voor haar hoofdrol en filmdebuut in de romantische komedie The Moon Is Blue. Hiervoor werd ze in 1955 ook genomineerd voor de BAFTA Award voor meest veelbelovende nieuwkomer.
McNamara kreeg in haar debuutfilm meteen de hoofdrol als Patty O'Neill omdat ze hetzelfde personage eerder al speelde in de toneelversie van The Moon Is Blue op Broadway. Haar spel werd als veelbelovend ontvangen door de critici, maar de tijd wees anders uit. Na nog drie rollen begin jaren vijftig en een vijfde in The Cardinal in 1963, zat McNamara's filmcarrière erop. Dat jaar en het jaar erna verscheen ze nog een paar keer in eenmalige rollen in televisieseries als The Twilight Zone (aflevering Ring-a-Ding Girl) en The Alfred Hitchcock Hour. Daarna stopte ze helemaal met acteren.
McNamara werd op 18 februari 1978 dood aangetroffen in haar eigen huis. Ze had een overdosis slaappillen en kalmerende middelen genomen en een zelfmoordbrief achtergelaten op haar piano. Volgens een kennis was McNamara de laatste jaren van haar leven totaal niet meer bezig geweest met haar verleden als actrice.

## Filmografie
- The Cardinal (1963)
- Prince of Players (1955)
- Three Coins in the Fountain (1954)
- Die Jungfrau auf dem Dach (1953)
- The Moon Is Blue (1953)

## Privéleven
McNamara trouwde in 1951 met regisseur en scenarioschrijver David Swift, maar hun huwelijk hield geen stand. Ze ging na de scheiding nog wel nieuwe relaties aan, maar hertrouwde nooit.
- Biblioteca Nacional de España: XX5456639
- Bibliothèque nationale de France: cb14485538b (data)
- Gemeinsame Normdatei: 1031144951
- International Standard Name Identifier: 0000 0000 4491 4585
- Library of Congress Control Number: no97049414
- Système universitaire de documentation: 081397194
- Virtual International Authority File: 74080160
- WorldCat: E39PBJyhgDGVRCM78FGfpMM3wC